# 다붓 문화
다붓 문화(Đa Bút culture, 기원전 5000~1000년)는 베트남의 초기 신석기 시대에 주어진 이름으로, 빈록현의 부지 이름을 따서 붙인 이름이다. 다붓 유적지는 1930년대 에띠엔느 빠떼(Etienne Patte)에 의해 발굴되었으며, 조개미더로 구별되는 신석기 묘지다. 그 유적지는 최근 기원전 5000년으로 탄소동위원소 연대법으로 확인되었다. 현장에 있던 사람들은 수렵채집, 어로, 가축과 논을 모두 경작했다는 증거가 있었다. 다른 연구들은 그 유적지에 조금 더 늦은 날짜를 제공했고 식량 생산에 대한 어떠한 증거도 찾지 못했다.